# Francis Cain
Pour les articles homonymes, voir Cain (homonymie).
James Francis Cain (né le 22 mars 1902 à Newmarket au Canada - mort le 13 janvier 1962) est un joueur professionnel canadien de hockey sur glace qui évoluait au poste de défenseur,.

## Biographie
Cousin de Herb Cain, Francis Cain débute dans les équipes de jeune à Toronto. Le 23 octobre 1924, il signe comme agent libre avec les Maroons de Montréal, franchise que rejoindra également plus tard son cousin Herb Cain. La saison suivante, il est réclamé au ballotage par les St. Patricks de Toronto. Il joue un total de 61 matchs dans la Ligue nationale de hockey avec les deux équipes avant de passer le reste de sa arrière dans la Canadian professional hockey league (Can-Pro), la Ligue internationale de hockey (LIH) et l'Association américaine de hockey (AHA). Il prend sa retraite professionnelle en 1933.

## Statistiques
Pour les significations des abréviations, voir Statistiques du hockey sur glace.
| Saison     | Équipe                         | Ligue      |    | Saison régulière | Saison régulière | Saison régulière | Saison régulière | Saison régulière |   | Séries éliminatoires | Séries éliminatoires | Séries éliminatoires | Séries éliminatoires | Séries éliminatoires |
| Saison     | Équipe                         | Ligue      | PJ | B                | A                | Pts              | Pun              | PJ               | B | A                    | Pts                  | Pun                  |                      |                      |
| 1920-1921  | Redmen de Newmarket            | OHA-Sr.    | 10 | 2                | 1                | 3                |                  |                  |   |                      |                      |                      |                      |                      |
| 1921-1922  | St. Mary's de Toronto          | OHA-Jr.    | 3  | 0                | 0                | 0                | 0                |                  |   |                      |                      |                      |                      |                      |
| 1922-1923  | Aura Lee de Toronto            | OHA-Jr.    | 10 | 3                | 5                | 8                |                  |                  |   |                      |                      |                      |                      |                      |
| 1923-1924  | Greyhounds de Sault Ste. Marie | NOHA       | 4  | 3                | 0                | 3                | 2                | 6                | 1 | 1                    | 2                    | 6                    |                      |                      |
| 1924-1925  | Maroons de Montréal            | LNH        | 28 | 4                | 0                | 4                | 27               |                  |   |                      |                      |                      |                      |                      |
| 1925-1926  | Maroons de Montréal            | LNH        | 10 | 0                | 0                | 0                | 0                |                  |   |                      |                      |                      |                      |                      |
| 1925-1926  | St. Patricks de Toronto        | LNH        | 23 | 0                | 0                | 0                | 8                |                  |   |                      |                      |                      |                      |                      |
| 1926-1927  | Tigers de Hamilton             | Can-Pro    | 18 | 4                | 0                | 4                | 10               |                  |   |                      |                      |                      |                      |                      |
| 1926-1927  | Cataracts de Niagara Falls     | Can-Pro    | 14 | 2                | 4                | 6                | 4                |                  |   |                      |                      |                      |                      |                      |
| 1927-1928  | Falcons de Toronto             | Can-Pro    | 20 | 3                | 2                | 5                | 25               | 2                | 0 | 0                    | 0                    | 0                    |                      |                      |
| 1928-1929  | Cataracts de Niagara Falls     | Can-Pro    | 25 | 7                | 3                | 10               | 25               |                  |   |                      |                      |                      |                      |                      |
| 1928-1929  | Bisons de Buffalo              | Can-Pro    | 15 | 4                | 1                | 5                | 8                |                  |   |                      |                      |                      |                      |                      |
| 1929-1930  | Bisons de Buffalo              | LIH        | 41 | 3                | 7                | 10               | 22               | 7                | 2 | 3                    | 5                    | 8                    |                      |                      |
| 1930-1931  | Bisons de Buffalo              | LIH        | 42 | 3                | 6                | 9                | 18               | 6                | 1 | 0                    | 1                    | 0                    |                      |                      |
| 1931-1932  | Bisons de Buffalo              | LIH        | 25 | 1                | 1                | 2                | 13               | 6                | 0 | 0                    | 0                    | 0                    |                      |                      |
| 1932-1933  | Flyers de Saint-Louis          | AHA        | 23 | 1                | 1                | 2                | 16               |                  |   |                      |                      |                      |                      |                      |
| 1932-1933  | Oilers de Tulsa                | AHA        | 2  | 0                | 0                | 0                | 0                |                  |   |                      |                      |                      |                      |                      |
| Totaux LNH | Totaux LNH                     | Totaux LNH | 61 | 4                | 0                | 4                | 35               |                  |   |                      |                      |                      |                      |                      |